# Hafizullah Amin
(da una dichiarazione fatta nell'aprile 1978)
Hafizullah Amin (in pashtu: حفيظ الله امين) (Paghman, 1º agosto 1929 – Kabul, 27 dicembre 1979) è stato un politico afghano.
È stato il secondo presidente della Repubblica Democratica dell'Afghanistan dal 14 settembre 1979 fino alla sua morte.

## Biografia

### Gli anni giovanili
Amin nacque nel 1929 a Paghman, una città nei pressi di Kabul. Figlio di un funzionario, Amin studiò matematica e fisica all'Università di Kabul e divenne professore di scuola superiore ed in seguito preside. Nel 1957 vinse una borsa di studio alla Columbia University di New York e al completamento del suo corso di studi ritornò in patria per dirigere i corsi per la formazione degli insegnanti. Al suo ritorno alla Columbia University per completare il dottorato nel 1962, Amin si fece coinvolgere dalla politica di un gruppo di studenti afghani negli Stati Uniti dal nome Associated Students of Afghanistan.
Fu apparentemente durante il suo soggiorno nel mondo studentesco della zona di Morningside Heights nell'upper west side di Manhattan, vicino al campus universitario della Columbia, che Amin iniziò ad interessarsi del marxismo, anche se l'università non aveva ancora sperimentato le rivolte della fine degli anni sessanta. Nel 1965 Amin tornò in Afghanistan senza dottorato e accettò un posto di insegnante in una scuola superiore femminile. Si unì ben presto al Partito Democratico Popolare dell'Afghanistan, divenendo un membro importante della fazione Khalq.

### L'ascesa al potere
Il presidente Mohammed Daud Khan nel 1978 era ancora assediato nel suo palazzo quando Amin assunse il comando del colpo di Stato, la cosiddetta Rivoluzione di Saur, dopo essere stato scarcerato con i suoi compagni. Il partito prese il potere dopo la morte di Daoud con Nur Mohammad Taraki che assunse la carica di presidente della Repubblica Democratica dell'Afghanistan e segretario generale del Partito, mentre Amin e Babrak Karmal assunsero la carica di primo ministro vicario. Il tentativo di instaurare un regime marxista-leninista provocò diffuse e violente rivolte.
Nel febbraio del 1979 l'ambasciatore degli Stati Uniti Adolph Dubs venne ucciso; la fazione Khalq aveva guadagnato potere sull'altra fazione Parcham che era guidata da Karmal, a quel tempo in esilio in Europa. Amin aveva ottenuto un notevole controllo della situazione e nel marzo 1979 fu nominato primo ministro sebbene Taraki continuasse a mantenere le sue cariche. I disordini continuarono ed il regime fu costretto a richiedere l'aiuto sovietico in un incontro tra Taraki e Leonid Brežnev in cui venne presa anche la decisione di rimuovere Amin dalla sua carica.

### L'uccisione di Taraki
Dopo che Taraki fu tornato a Kabul, richiese un incontro con Amin che acconsentì solo a condizione che l'ambasciatore sovietico Aleksandr Puzanov garantisse per la sua sicurezza; tale garanzia fu data. Quando però Amin giunse al Palazzo del Popolo, si verificò una sparatoria. Amin rimase illeso e tornò più tardi al palazzo con dei suoi sostenitori ed usò la Guardia di Palazzo per prendere Taraki prigioniero. Il 14 settembre 1979 Amin assunse il controllo del governo, pochi giorni dopo il governo di Amin annunciò che Taraki era morto per "una malattia misteriosa".

### La presidenza della repubblica

La bandiera della Repubblica Democratica dell'Afghanistan

La figura di Amin come presidente afghano si fa ricordare per la sua brutalità. I sovietici hanno ammesso che forse 500 membri del partito persero la vita durante la sua presidenza. Amin assunse la direzione delle "purghe" che ebbero luogo nel partito. Tentando una pacificazione nella popolazione, compilò una lista di circa 18 000 persone che furono giustiziate dandone la colpa a Taraki. Le cifre ufficiali afghane vanno da 15 000 a 45 000 persone.
Amin non fu nemmeno popolare come personaggio; si fece rapidamente nemici larghi gruppi della popolazione formati dai parenti di tutti coloro che aveva fatto giustiziare ed i membri del partito dovettero vivere nel terrore per anni.
Durante questo periodo molti afghani fuggirono in Iran e in Pakistan ed iniziarono ad organizzarsi in movimenti di resistenza al regime comunista "ateo ed infedele" sostenuto dai sovietici.
A metà del 1979 Amin lanciò una vasta operazione militare contro la resistenza a Sayd Karam nella provincia di Paktia. L'offensiva ebbe successo eliminando più di 1 000 tra combattenti e sostenitori, costringendo molti dei superstiti alla fuga in Pakistan e cancellando interi villaggi di simpatizzanti.
Amin iniziò anche un'opera di moderazione degli aspetti che gli afghani percepivano come maggiormente Anti-islamici, promettendo più libertà di culto, restaurando moschee, presentando copie del Corano a gruppi religiosi, invocando nei suoi discorsi il nome di Allah e dichiarando che la rivoluzione era "totalmente basata sui principi dell'Islam". Ciononostante, molti afghani continuarono a ritenere Amin responsabile delle misure più aspre applicate dal regime ed i sovietici, preoccupati che i loro massicci investimenti in Afghanistan potessero essere in pericolo, aumentarono il numero dei loro "consiglieri" nel paese.
Amin lavorò per ampliare la sua base di consenso ed eliminò dal partito coloro che percepiva come avversari. Il suo regime era ancora sotto la pressione delle rivolte interne quando cercò di ottenere appoggio dagli Stati Uniti o dal Pakistan e rifiutò l'aiuto sovietico.
Nonostante tutto quindi, Amin cercò di consolidare il controllo militare del paese e fu proprio questa dimostrazione di nazionalismo indipendente che non fu tollerata da Mosca, così nel dicembre del 1979 i sovietici invasero l'Afghanistan.

### Guerra sovietico-afghana
La guerriglia islamica nelle montagne disturbò talmente l'esercito afghano da indurre il presidente Amin a rivolgersi all'Unione Sovietica per ottenere quantità sempre maggiori di aiuti.
I sovietici decisero di incrementare l'appoggio militare pur di mantenere il governo comunista, ma smisero di considerare Amin un leader soddisfacente per i loro obiettivi. I dirigenti sovietici, basandosi sulle informazioni ottenute dal KGB, si convinsero che Amin era ormai un fattore di destabilizzazione dell'Afghanistan. L'argomento decisivo per rovesciarlo fu ricavato dai rapporti degli agenti sovietici a Kabul che descrivevano come due delle guardie di Amin avessero assassinato il presidente precedente Nur Mohammad Taraki e come lo stesso Amin fosse segretamente in contatto con un agente della CIA.
Nonostante tutto, tra i consiglieri sovietici in Afghanistan esistevano degli scettici, capeggiati dal generale Vasilij Zaplatin, che ritenevano responsabili della destabilizzazione quattro dei giovani ministri di Taraki.
Amin sospettò che le truppe sovietiche sarebbero state usate per deporlo. Temendo per la propria vita ed essendo incerto su chi potersi fidare, iniziò a nominare ai posti di potere dei suoi parenti. Mise uno dei suoi nipoti a capo della polizia segreta, il quale venne però presto assassinato. Infine spostò il proprio quartier generale fuori Kabul.

### L'uccisione
Il 22 dicembre i consiglieri militari sovietici suggerirono alle forze armate afghane di sottoporre i carri armati ad un ciclo di manutenzione, insieme ad altro materiale di fondamentale importanza. Nel frattempo le linee di comunicazione con le aree fuori Kabul furono messe fuori uso, isolando la capitale. Accortosi di tutto ciò, Amin spostò gli uffici presidenziali al Palazzo Tajbeg, poco fuori la capitale, convinto che questa posizione sarebbe stata maggiormente difendibile in caso di invasione.
Cinque giorni dopo, il 27 dicembre, elementi speciali del KGB (i cosiddetti Gruppi alpha), indossando uniformi dell'esercito afghano, assaltarono il palazzo presidenziale e uccisero Amin dopo che un tentativo di avvelenamento era fallito. L'assalto al palazzo iniziò poco dopo: durante l'attacco Amin credette fortemente che l'Unione Sovietica fosse dalla sua parte e disse al suo aiutante di campo che "I sovietici ci aiuteranno". L'aiutante rispose che erano i sovietici ad attaccarlo; Amin inizialmente replicò che si trattava di una bugia. Solamente dopo aver tentato, senza riuscirci, di contattare il Capo di Stato Maggiore, mormorò, "Ho indovinato. È tutto vero". Esistono vari racconti sulla morte di Amin, ma i dettagli esatti non sono mai stati confermati, perciò non si sa se Amin fu assassinato per un deliberato attacco o morì per "una raffica casuale". Il figlio di Amin fu ferito mortalmente e spirò poco dopo. Anche sua figlia fu ferita ma sopravvisse. Fu Gulabzoy, la persona a cui furono dati gli ordini di uccidere Amin e Watanjar, che successivamente ne confermò la morte.
Gli Specnaz sovietici alle 19:00 fecero saltare il nodo di telecomunicazioni di Kabul, paralizzando il comando militare afghano; alle 19:15 ottennero il controllo del Ministero dell'Interno. Il comando militare sovietico a Termez non attese nemmeno la cattura di Amin per annunciare a Radio Kabul (in un messaggio pre-registrato da Babrak Karmal) che l'Afghanistan era stato liberato dal regime di Amin.
Il Politburo sovietico sostenne che l'azione era una conseguenza del Trattato di amicizia, cooperazione e buon vicinato del 1978 firmato dal presidente precedente Taraki. L'esecuzione di Hafizullah Amin fu, sempre secondo i sovietici, un'azione del Comitato centrale rivoluzionario afghano. Lo stesso comitato elesse come presidente Babrak Karmal che era in esilio a Mosca come capo del governo.

### Agente della CIA
Il governo e la stampa sovietici si riferirono ripetutamente ad Amin come "agente della CIA", un'accusa che in occidente fu accolta con grande scetticismo. Uno degli argomenti a favore di tale scetticismo consiste nel fatto che in ogni occasione ufficiale Amin mostrò una grande vicinanza con le linee dell'Unione Sovietica. Dopo la sua uccisione e quella di due dei suoi figli, sua moglie ed i figli superstiti dichiararono di volersi recare in Unione Sovietica, proprio perché suo marito fu un alleato sovietico leale fino all'ultimo. Effettivamente ella in seguito vi si trasferì a vivere.